# Plačljiva igra
Plačljiva igra (eng. The Crying Game) je psihološki triler iz 1992. godine kojeg je napisao i režirao Neil Jordan. Film se bavi temama rasizma, spola, nacionalnosti i seksualnosti, a sve u pozadini nevolja u Irskoj. Radni naziv filma bio je Soldier's Wife.
Radnja filma Plačljiva igra vrti se oko iskustava glavnog protagonista Fergusa (Stephen Rea) kao člana IRA-e, njegovog kratkog, ali vrlo značajnog poznanstva s Jodyjem (Forest Whitaker) kojeg Fergusova grupa drži kao zatvorenika te njegove neočekivane romantične veze s Jodyjevom djevojkom Dil (Jaye Davidson) za koju je Fergus obećao Jodyju da će ju zaštititi. Međutim, neočekivani događaji natjerat će Fergusa da odluči što želi u budućnosti.
Film je bio kritički i komercijalni uspjeh, a osvojio je i prestižnu nagradu Oscar u kategoriji najboljeg originalnog scenarija.

## Radnja
Početak filma snimljen je kao psihološki triler - vojnik IRA-e Fergus i njegova grupa IRA-inih ratnika koja uključuje djevojku Jude i voditelja grupe Maguirea otima Jodyja, crnoputog britanskog vojnika. IRA zahtjeva puštanje na slobodu ostalih njezinih članova, prijeteći egzekucijom Jodyja u roku od tri dana, ako se njihovim zahtjevima ne udovolji. Za to vrijeme susretljivi Fergus čuva Jodyja i njih dvojica postanu bliski - unatoč negodovanju ostalih članova IRA-e. Tijekom tog razdoblja Jody ispriča Fergusu priču o Škorpionu i Žabi.
Jody moli Fergusa da, nakon što ga ubiju, upozna njegovu djevojku Dil i uvjeri se da je ona dobro. Uskoro prolazi rok kojeg su Jodyjevi zatvorenici zadali pa Jody mora biti pogubljen. Fergus odvodi Jodyja u šumu kako bi izvršio kaznu. Međutim, Jody zna da Fergus u dubini duše nije ubojica te mu započne bježati. Fergus, u nemogućnosti pucati čovjeku u leđa, započne trčati za njim, ali Jodyja slučajno pregazi kamion u kojem se nalaze britanski vojnici koji započnu napad na IRA-in stožer. Nakon što većina članova IRA-e umre u napadu, Fergus se započne skrivati u Londonu gdje se zapošljava kao radnik imena "Jimmy". Za vrijeme svog boravka u Londonu, Fergus upoznaje Jodyjevu atraktivnu djevojku Dil u frizerskom salonu. Kasnije razgovaraju u baru gdje ju Fergus sljedeće večeri gleda dok ona izvodi pjesmu "The Crying Game".
Fergusa još uvijek peče savjest zbog Jodyjeve smrti, a vidi ga i u svojim snovima kako mu baca loptu za kriket. On nastavlja druženje s Dil, štiteći je od opsesivnog progonitelja i zaljubljuje se u nju. Kasnije, u trenutku kada trebaju započeti voditi ljubav u njezinom stanu, Fergus otkriva da je ona zapravo transvestit. U početku on osjeća odvratnost pa odlazi u kupaonicu i povraća, pritom slučajno udarivši Dil u lice na kojem ostaje masnica. Ubrzo nakon toga odlazi iz stana. Nekoliko dana kasnije Fergus joj ostavlja poruku i njih dvoje se pomiruju. Unatoč svemu, Dil mu je još uvijek privlačna. Otprilike u isto vrijeme Jude se neočekivano pojavljuje u Fergusovom stanu. Govori mu da ga je IRA osudila u njegovom odsustvu i prisiljava ga da im pomogne u novoj misiji - atentatu na poznatog državnog službenika. Također mu, onako usput, spominje da zna za njegovu aferu s Dil koju će IRA ubiti ako im on ne odluči pomoći.
Fergus, međutim, ne može ići protiv svojih osjećaja prema Dil. On ju zaštićuje od moguće odmazde: ošiša je na kratko i daje joj mušku odjeću kako bi se prerušila. Noć prije IRA-ine misije, Dil se napije pa je Fergus mora otpratiti do njezinog stana gdje ga Dil moli da ostane s njim. Fergus pristane i u tom trenutku joj prizna da ima indirektnu odgovornost za smrt njezinog bivšeg dečka Jodyja. Iako se u početku zbog njezinog alkoholiziranog stanja čini da Dil nije razumjela o čemu Fergus priča, ujutro se Fergus budi zavezan za krevet. Namjerno ga sprečava da ode obaviti atentat za IRA-u. Držeći u njega uperen pištolj, Dil prisiljava Fergusa da joj kaže da ju voli i da ju nikad neće ostaviti. Dil ga nakon toga odveže, govoreći mu da je lijepo čuti ljubavne riječi, čak iako su lažne. Nakon toga se rasplače.
U tom trenutku osvetoljubiva Jude ulazi u njihovu sobu s pištoljem, želeći ubiti Fergusa zbog nedolaska na pokušaj izvršenja atentata. Dil nekoliko puta zapuca u Jude u isto vrijeme govoreći da je svjesna da je Jude zapravo odgovorna za Jodyjevu smrt i da je upotrijebila svoj fizički izgled kako bi ga namamila. Dil u konačnici ubija Jude pucnjem u vrat, a nakon toga uperi pištolj prema Fergusu te ističe da ga ne može ubiti, jer joj to Jody ne dopušta. Fergus u tom trenutku sprječava Dil da ubije samu sebe te joj govori da se neko vrijeme skriva u klubu. Nakon što Dil ode, on briše njezine otiske s pištolja i dopušta da bude uhićen umjesto Dil.
Nekoliko mjeseci kasnije Fergus je u zatvoru, a Dil ga posjećuje. Nakon što mu iznese plan koji je smislila nakon njegovog puštanja iz zatvora, Dil ga pita zašto je uopće otišao u zatvor umjesto nje. Fergus joj odgovara: "Kao što je jedan čovjek ranije rekao, to je u mojoj prirodi." Nakon toga ispriča joj priču o Škorpionu i Žabi.

## Glumačka postava
- Stephen Rea kao Fergus
- Miranda Richardson kao Jude
- Forest Whitaker kao Jody
- Jaye Davidson kao Dil
- Adrian Dunbar kao Maguire
- Tony Slattery kao Deveroux
- Jim Broadbent kao Col
- Birdy Sweeney kao Tommy
- Ralph Brown kao Dave

## Produkcija
Neil Jordan prvu verziju scenarija za Plačljivu igru napisao je još sredinom 80-tih godina prošlog stoljeća pod nazivom The Soldier's Wife, ali je isti arhivirao budući je u to vrijeme snimljen film sličnog imena. Početkom 90-tih godina razmišljao je o početku produkcije filma, ali nikako nije mogao pronaći financije. Potencijalni investitori nisu bili ohrabreni njegovim posljednjim box-office rezultatima kao niti teškim temama kojima se film bavi.
Produkcija filma započela je s nedovoljnom količinom novaca što je rezultiralo stresnim i nesigurnim procesom snimanja. Producenti su konstantno tražili manje iznose novca kako bi održali produkciju na životu i plaćali nezadovoljne filmske radnike. Tijekom gotovo cijelog trajanja produkcije film je nosio svoj originalni naziv The Soldier's Wife, ali je onda Stanley Kubrick, prijatelj scenarista i redatelja filma Neila Jordana, predložio da promijeni naslov budući bi publika mogla očekivati ratni film.

## Priznanja
Film je prikazan na festivalima u Italiji, SAD-u i Kanadi u rujnu, a kino distribucija započela je u Irskoj i Velikoj Britaniji u listopadu 1992. godine i nije polučila znatan box-office uspjeh. Redatelj Neil Jordan u kasnijim intervjuima obrazložio je ovaj neuspjeh zbog teških političkih tema u filmu, pogotovo simpatičnog portreta IRA-inih vojnika. Eksplozija bombe u pubu u Londonu posebno je istaknuto kao događaj koji je engleske medije okrenuo protiv filma.
Tadašnja filmska kompanija u usponu, Miramax, odlučila je promovirati film u SAD-u gdje je postao sleeper hit i zaradio 62 milijuna dolara na box-officeu. Zanimljiva je bila marketinška kampanja u kojoj je ona publika koja je film već gledala zamoljena da ne otkriva "tajnu" filma onima koji ga još nisu vidjeli. Jordan je također vjerovao da je za uspjeh filma u SAD-u odgovorno njihovo neznanje o britansko-irskim političkim sukobima.
Film je dobio hvalospjeve filmske kritike te bio nominiran u čak šest kategorija za prestižnu filmsku nagradu Oscar, uključujući i one za najbolji film, montažu, glavnog glumca (Rea), sporednog glumca (Davidson) i redatelja. Scenarist i redatelj Neil Jordan osvojio je Oscara u kategoriji najboljeg originalnog scenarija. Kasnije je film polučio još veći box-office uspjeh, a pušten je i u ponovnu kino distribuciju u Britaniji i Irskoj.

### Kritike
Roger Ebert dao je filmu četiri zvjezdice i opisao ga kao onakvog "čija nas priča uvodi duboko, a onda otkriva da se zapravo radi o nečem potpuno drugom." Kasnije je Gene Siskel u njihovom zajedničkom programu Memo to the Academy u svojoj recenziji otkrio iznenađenje koje se događa u filmu što je razbjesnilo Eberta.
Kada su u pitanju rasprave o rasizmu, nacionalnosti i seksualnosti mnogo toga je već napisano o Plačljivoj igri. Teoretičarka i autorica Judith Halberstam analizira konfliktnost vizualnog predstavljanja transseksualaca u filmovima općenito, posebnu pažnju usmjerivši upravo na Plačljivu igru. Ona ističe da Dilina transseksualnost i gledateljevo postavljanje u Fergusovu perspektivu pojačava društvene norme umjesto da ih stavlja u kušnju.

## Nagrade i nominacije

### Oscar
Film Plačljiva igra nominiran je u šest kategorija za prestižnu filmsku nagradu Oscar, a osvojio je jednu:
- Najbolji originalni scenarij - Neil Jordan
- Najbolji film - Stephen Woolley
- Najbolji redatelj - Neil Jordan
- Najbolji glavni glumac - Stephen Rea
- Najbolji sporedni glumac - Jaye Davidson
- Najbolja montaža - Kant Pan

### BAFTA
Film Plačljiva igra nominiran je u sedam kategorija za britansku filmsku nagradu BAFTA, a osvojio je jednu:
- Najbolji britanski film - posebna nagrada Alexandar Korda
- Najbolji film - Stephen Woolley i Neil Jordan
- Najbolji redatelj - Neil Jordan
- Najbolji glavni glumac - Stephen Rea
- Najbolji sporedni glumac - Jaye Davidson
- Najbolja sporedna glumica - Miranda Richardson
- Najbolji scenarij - Neil Jordan

### Zlatni globus
Film Plačljiva igra nominiran je tek u jednoj kategoriji za nagradu Zlatni globus:
- Najbolji film (drama)

## Glazba iz filma
Službeni soundtrack filma producirali su Anne Dudley i glazbena skupina Pet Shop Boys. Boy George snimio je svoj prvi hit još od 1986. godine i to naslovnu pjesmu koja je zapravo obrada velikog hita iz 60-tih godina prošlog stoljeća, britanskog pjevača Davea Berryja. Završnu pjesmu "Stand by Your Man" koju je u originalu pjevala Tammy Wynette u filmu izvodi američka pjevačica Lyle Lovett. Od devete do šesnaeste skladbe na soundtracku su orkestralne, a komponirala ih je Anne Dudley te izveo londonski orkestar Pro Arte.
Soundtrack filma službeno je pušten u prodaju 23. veljače 1993. godine pod nazivom The Crying Game: Original Motion Picture Soundtrack.
1. "The Crying Game" – Boy George
2. "When a Man Loves a Woman" – Percy Sledge
3. "Live for Today" (Orkestralna) – Cicero and Sylvia Mason-James
4. "Let the Music Play" – Carroll Thompson
5. "White Cliffs of Dover" – The Blue Jays
6. "Live for Today" (Gospel) – Cicero
7. "The Crying Game" – Dave Berry
8. "Stand by Your Man" – Lyle Lovett
9. "The Soldier's Wife"
10. "It's in my Nature"
11. "March to the Execution"
12. "I'm Thinking of You"
13. "Dies Irae"
14. "The Transformation"
15. "The Assassination"
16. "The Soldier's Tale"

## Vanjske poveznice
- Plačljiva igra u internetskoj bazi filmova IMDb-a
- Plačljiva igra na Box Office Mojo
- Plačljiva igra na Rotten Tomatoes